# Mehara Gaon
Mehara Gaon é uma vila no distrito de Hoshangabad, no estado indiano de Madhya Pradesh.

## Demografia
Segundo o censo de 2001, Mehara Gaon tinha uma população de 4306 habitantes. Os indivíduos do sexo masculino constituem 52% da população e os do sexo feminino 48%. Mehara Gaon tem uma taxa de literacia de 75%, superior à média nacional de 59.5%: a literacia no sexo masculino é de 82% e no sexo feminino é de 67%. Em Mehara Gaon, 12% da população está abaixo dos 6 anos de idade.